# 廖坊水库
廖坊水库位于中国江西省抚州市的抚河干流，地处临川区、金溪县、南城县交界处，是以防洪、灌溉为主，兼有发电、供水、航运等功能的大（二）型水库，也是抚州继洪门水库之后的第二座大型水库。
早在1956年廖坊水库就被列为规划项目。1999年12月23日，国务院批准工程立项，总投资12.49亿元。2002年10月28号，廖坊水利枢纽工程举行开工仪式。
库区淹没范围涉及临川区的鹏田，金溪县的石门，南城县的万坊、徐家、洪门、建昌等6个乡镇，淹没耕地28403亩，移民18556人。
廖坊灌区涉及东乡、金溪、临川及金巢经济开发区的25个乡镇，灌溉面积50.3万亩，其中新增21.9万亩。工程于2007年12月19日举行奠基典礼。
每年可提供工农业及生活用水2670万立方米。
廖坊水电站总装机容量4.95万千瓦，年发电量1.56亿度。